# Аткинсон, Джеймс (востоковед)

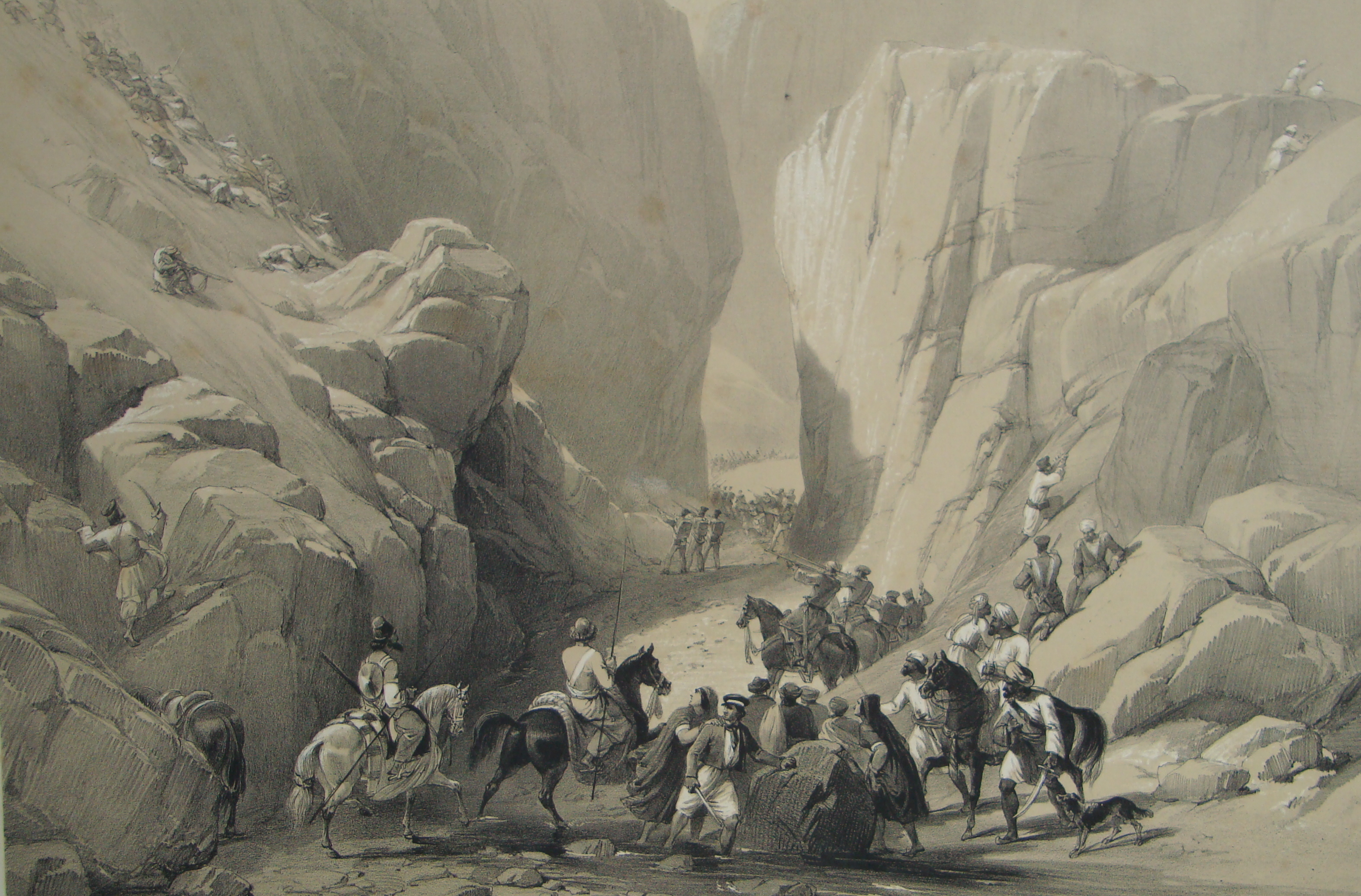
Литография с одного из афганских рисунков Аткинсона

Джеймс Аткинсон (англ. James Atkinson; 17 марта 1780, Дарлингтон — 7 августа 1852) — английский художник и переводчик.

## Биография
Получил медицинское образование в Эдинбурге и Лондоне. С 1805 года занимался хирургической практикой в британской Индии, недалеко от Дакки, одновременно беря уроки живописи у работавшего в Индии английского художника Джорджа Чиннери и углублённо изучая восточные языки. В 1812 году получил назначение заместителя начальника монетного двора в Калькутте, оказавшись в непосредственном подчинении у выдающегося востоковеда Хораса Уилсона. Одновременно с 1815 года и до отбытия из Индии в 1829 году Аткинсон редактировал выходившую в Калькутте Government Gazette — официальное издание британской администрации.
В 1814 году появился первый перевод Аткинсона — поэма «Сухраб», один из эпизодов «Шахнаме» Фирдоуси, переведённая с персидского. За ним последовало ещё несколько публикаций. Вернувшись в Англию в 1829 году, Аткинсон завершил работу над полным переводом «Шахнаме» (частично в стихах, частично в прозе), опубликованном в 1832 году. Возвращение в Индию в 1833 году не помешало продолжению его переводческих занятий: в 1836 году вышел выполненный Аткинсоном перевод «Лейли и Меджнуна» Низами. Во время своего второго пребывания в Индии Аткинсон занимал высокий медицинский пост в армии, в 1838—1840 годах участвовал в военной экспедиции в Афганистан и затем опубликовал дневники этого похода и альбом рисунков. В 1845—1847 годах Аткинсон занимал высший пост генерального инспектора больниц в британской индийской администрации, после чего вышел в отставку и окончательно вернулся в Англию.
Похоронен на Бромптонском кладбище в Лондоне.